# Waldstetten (Baviera)
Waldstetten è un comune tedesco di 1 243 abitanti, situato nel land della Baviera.